# Lærke Nolsøe
Lærke Nolsøe Pedersen (født 19. februar 1996 i Aalborg) er en dansk håndboldspiller, der spiller for Nykøbing Falster Håndboldklub i Damehåndboldligaen og Danmarks kvindehåndboldlandshold. Hun har tidligere optrådt for Team Tvis Holstebro og Viborg HK.

## Karriere
Lærke Nolsøe skiftede fra Team Tvis Holstebro til Nykøbing Falster Håndboldklub i 2016, hvor hun vandt det danske mesterskab i hendes første år der. Det var hendes tidligere træner Niels Agesen, der sæsonen forinden var rykket fra Holstebro til Nykøbing Falster Håndbold , der fik hende til at skifte til Nykøbing Falster Håndbold.
Hun har op til flere U-landsholdskampe på CV'et. Hun har vundet bronze ved U17 EM og U18 VM, og ved U19 EM og U20 VM vandt hun guld. I 2015 blev hun en del af det danske udviklingslandshold. Her fik hun debut på A-landsholdet den 8. oktober 2015 mod Norge i en kamp, der endte uafgjort 32-32. I november/december 2018 fik hun slutrunde debut ved EM i Frankrig. Hun deltog også ved VM i håndbold 2019 i Japan, hvor Danmark endte på en niendeplads. Hun var også med ved EM 2020 i Danmark, hvor holdet endte på en skuffende 4. plads.
Hun skiftede i sommeren 2021, til den danske topklub Viborg HK. I løbet af sin første sæson i Viborg var hun med til at sikre sølvmedaljer i EHF European League. Inden sæsonen 2022-23 annoncerede Nolsøe sin graviditet. Hun fødte sin søn i februar 2023, men var allerede tilbage på banen to måneder efter.
Hun var med til at vinde bronzemedaljer med Danmark, ved VM i kvindehåndbold 2021 i Spanien.
Hun skiftede inden sæsonen 2023-24 tilbage til sin tidligere klub, Nykøbing Falster Håndboldklub.